# 清凉寺 (登封)
清凉寺位于河南省登封市少室山南麓的清凉峰下，寺因山而得名，创建年代不详，重建于金贞祐年间。清凉寺于2000年9月被列入河南省文物保护单位，2013年3月被列入第七批全国重点文物保护单位。

## 简介
清凉寺现有建筑始建于金贞祐年间，元、明、清历代均有修葺。20世纪50年代初期尚有西院、中院、东院三部分，共有金塔三座，后西院、东院及塔被拆。现仅存中院的山门及大殿等建筑。清凉寺山门面阔三间，进深四架椽，为单檐硬山式建筑。大殿重建于金贞祐四年（1216年），坐北朝南，面阔三间，进深三间，占地面积92.4平方米。殿高约8米．为单檐九脊殿式建筑，殿顶覆以绿色琉璃瓦。正脊两端置龙吻，中部饰卷草花卉和龙凤图案。檐下施三踩斗拱，殿内有四根柱，为石质覆盆式柱础。殿前壁有四扇透雕方格棂门和8扇透雕坎窗。殿内原供释迦牟尼像，现已无存。殿外有月台，西侧立有金贞祐四年刻立的《登封重修清凉寺禅院记》碑，碑文记述了清凉寺的沿革及维修情况。寺内另有金正大二年（1225年）的《清凉寺相禅师塔铭并序》及清代碑刻2通。